# Restrepo - Inferno in Afghanistan
Restrepo - Inferno in Afghanistan (Restrepo) è un documentario del 2010 diretto e prodotto da Tim Hetherington e Sebastian Junger.
Il giornalista Junger e il fotoreporter Hetherington hanno trascorso un anno in Afghanistan insieme al Secondo plotone, 503rd Infantry Regiment, 173rd Airborne Brigade Combat Team, dell'Esercito degli Stati Uniti, documentandone fedelmente la vita quotidiana in uno sperduto avamposto nella valle di Korengal.
Vincitore del Gran premio della giuria al Sundance Film Festival, il film è stato candidato all'Oscar al miglior documentario.

## Trama
È il racconto di 15 mesi di dispiegamento del Secondo Plotone della Compagnia B, appartenente alla 173ª Brigata Aerotrasportata dell'Esercito Statunitense, nel Korengal, una valle montuosa nell'Afghanistan orientale, considerata una delle zone più pericolose per le truppe americane. La narrazione si concentra sulla vita quotidiana dei soldati, senza interventi  politici o dichiarazioni di leader militari, lasciando che siano i protagonisti a raccontare le proprie esperienze. Il documentario prende il nome da OP Restrepo, un avamposto avanzato costruito dai soldati in onore di Juan Sebastián Restrepo, il loro amico e medico, ucciso nei primi giorni della missione. Questo avamposto diventa il fulcro della loro attività nella "valle della morte", una zona strategica cruciale per interrompere i flussi di armi e combattenti talebani tra Afghanistan e Pakistan. I soldati affrontano un costante pericolo, con attacchi quasi quotidiani da parte di forze nemiche nascoste nel terreno impervio.
La narrazione inizia con immagini di soldati che, poco prima del loro dispiegamento, appaiono spensierati, mostrando la netta contrapposizione con la dura realtà che li attende. Sin dai primi giorni, il plotone subisce perdite devastanti, tra cui il soldato scelto Timothy R. Vimoto e, successivamente, Restrepo. Nonostante ciò, la compagnia si dedica alla costruzione dell'avamposto e alla protezione dei civili locali, cercando di conquistare la loro fiducia attraverso negoziazioni difficili e a volte tese con i leader della comunità.
Una delle sequenze più intense del documentario è la rappresentazione dell'Operazione Rock Avalanche, un'incursione nel cuore del territorio talebano nell'ottobre 2007. Durante questa missione, il plotone perde un altro membro importante, il sergente Larry Rougle, che viene ucciso in un'imboscata mentre protegge i suoi compagni. Attraverso interviste ai soldati, registrate dopo il loro ritorno negli U.S.A., emerge il peso emotivo che questa missione ha avuto su di loro: riflessioni su chi non è tornato, il trauma di essere sotto costante attacco e il senso di fratellanza che li ha sostenuti in quei mesi difficili. Prima dei titoli di coda, il film ricorda che nell'aprile 2010 gli Stati Uniti si sono ritirati dal Korengal, lasciandosi alle spalle quasi 50 morti americani.

## Distribuzione
Il film ha avuto una distribuzione limitata nelle sale cinematografiche statunitensi dal 25 giugno 2010, ad opera di National Geographic Entertainment, incassando 1330894 $.
In Italia è stato trasmesso dal National Geographic Channel.

## Critica
L'accoglienza critica è stata unanimemente positiva. L'aggregatore di recensioni Rotten Tomatoes assegna al film un indice di gradimento del 96%, sulla base di 105 recensioni positive su 109, per un voto medio di 8.1/10. Su Metacritic il film riceve un giudizio di 85/100, basato su 33 recensioni.
È stato inserito da diversi critici statunitensi nella lista dei migliori film del 2010.

## Riconoscimenti
- 2010 - Sundance Film Festival
  - Gran premio della giuria
- 2010 - National Board of Review
  - Miglior regista esordiente
- 2010 - Satellite Award
  - Miglior documentario